# Cionosicys
Cionosicys — рід родини гарбузових. Рід поширений у Мексиці та Центральній Америці.

## Види
- Cionosicys excisus (Griseb.) C.Jeffrey
- Cionosicys macranthus (Pittier) C.Jeffrey
- Cionosicys pomiformis Griseb.